# Kolozsvári I. Ferdinánd Király Tudományegyetem
A Kolozsvári I. Ferdinánd Király Tudományegyetem (Universitatea Regele Ferdinand I din Cluj) a kolozsvári Ferenc József Tudományegyetem épületeiben és anyagi bázisán létrehozott román nyelvű egyetem, amely 1919–1948 között működött. 1948-tól, teljesen átszervezve, Victor Babeș Tudományegyetem néven működött 1959-ig, amikor egyesítették a Bolyai Tudományegyetemmel, és ez az új egyetem Babeș–Bolyai Tudományegyetem néven ma is működik.

## Létrehozása
A magyar nyelvű Ferenc József Tudományegyetem 1919. május 12-én katonai segédlettel elfoglalt épületeiben a 4090/1919. szeptember 12-i királyi rendelet alapján 1919. október 1-jén kezdődött meg a tanítás négy karon: jogi, orvosi, bölcsészeti és természettudományi. Az egyetem 1927-ben vette fel I. Ferdinánd román király nevét. Amikor 1940 őszén a második bécsi döntés következtében az 1919-ben Szegedre menekült Ferenc József Tudományegyetem visszaköltözött Kolozsvárra, a Ferdinánd egyetem a Romániában maradt Nagyszebenbe és  Temesvárra költözött 1945-ig. Az 1945-ös visszaköltözés után az 1948-as tanügyi reformig működött.
Ahogy annak idején a magyar egyetemen működött román nyelv és irodalom tanszék, úgy a román egyetemen is volt magyar nyelv és irodalom tanszék.  Egyedüli magyarként Kristóf György volt a magyar nyelv és irodalom előadója (1922 áprilisától helyettes, rendkívüli, végül 1926-tól rendes tanár).

## Rektorok
- 1919–1920 Sextil Pușcariu
- 1920–1921 Vasilie Dimitriu
- 1921–1922 Dimitrie Călugăreanu
- 1922–1923 Iacob Iacobovici
- 1923–1924 Nicolae Bănescu
- 1924–1925 Camil Negrea
- 1925–1926 Gheorghe Spacu
- 1926–1927 Ioan Minea
- 1927–1928 Gheorghe Bogdan-Duică
- 1927–1929 Emil Hațieganu
- 1929–1930 Emil G. Racoviță
- 1930–1931 Iuliu Hațieganu
- 1931–1932 Nicolae Drăganu
- 1932–1940 Florian Ștefănescu-Goangă
- 1940–1941 Sextil Pușcariu
- 1941–1944 Iuliu Hațieganu
- 1944–1945 Alexandru Borza
- 1945–1948 Emil Petrovici

## Karok
- Bölcsészettudományi Kar
- Jogi Kar
- Orvosi Kar
- Természettudományi Kar

## Ismertebb végzettjei
- Wald Ábrahám, 1927–28-as tanév
- Pick Gheorghe, matematika, 1928–1929
- Felszeghy Ödön, 1929–30
- Jancsó Elemér, 1929–30
- Neumann Mária, 1929–30
- Szabó T. Attila, 1931–32
- id. Kovács Kálmán, 1931–32
- Zsidó Dónát, matematika, 1931–32
- Péterfi István, 1933–34
- Cselényi Béla, 1933–34
- Léber Margit, 1935–36
- T. Tóth Sándor, 1935–36
- Vescan Teofil, 1934–35 (fizika–matematika), 1936–37 (matematika)
- Cseke Vilmos, 1936
- Kiss Ernő, 1936–37
- Csűrös István, 1937–38
- ifj. Xantus János, 1938–39